# 唐山出版社
唐山出版社，又稱唐山書店，是台灣出版社，成立於1978年，由陳隆昊成立，店面位於台北市新生南路一帶。
唐山出版社以出版人文、社會學術類書籍為主。1982年成立門市部，除了販售其出版品外，也販售許多文學、歷史、哲學、文化研究之書籍。另外也成立發行部，代理其他出版社的出版品，包括台灣社會研究季刊雜誌社。在1992年六一二大限外國人著作權在台灣受到法律規範之前，唐山書店曾經大量翻印外文人社書籍並以低價販售，也曾翻譯出版許多未經授權的人文、社會科學理論著作。

## 歷史
七零年代為台灣面臨時代變革的動盪時期，承載知識青年對於人文、社會科學理論範疇深入探求的強烈渴望而成立的獨立書店，在當時以出版左傾的社會主義思想書籍為主（例如魯迅著作），例如中國大陸及香港出版的簡體字出版品、《台灣社會研究季刊》以及各類學術研究論文、社會學韋伯左派的馬克斯、新左派、後現代、傅柯、女性主義、性別研究、本土研究，在過去曾經是禁書的集散地，唐山負責人陳隆昊曾因禁書問題被當局約談。此外，許多無法量產出版的學生作品，包含文字與影音作品，亦成為書店寄賣的主角。
曾在唐山出版社出版過著作的學者夏鑄九認為唐山書店是台灣最具代表性的「地下」書店。當年唐山最輝煌的時候，扮演兩個層次的地下書店，第一是在思想層次上屬於地下，在當年台灣獨裁政治統治之下，唐山提供批判思考性英文書籍的少有的管道，第二個層次是書店出版、印刷的「地下」，唐山以低廉的盜版印刷大量販售，使當時台灣的讀書人有經濟能力購買這些批判思考性的英文書，這是唐山作為地下書店的貢獻。
2006年2月27日，唐山出版社加入廢刑235行動聯盟，聯合正式聲明要聲請司法院大法官釋憲修改或廢除《中華民國刑法》第235條。

## 附註
1. ↑  陳隆昊為台大考古人類學系（現人類學系）、政大邊政研究所（現民族學系）畢業，1978年不到三十歲時便成立唐山出版社。
2. ↑  . Multitude.asia. 2017-09-22  [2023-12-25]. （原始内容存档于2024-04-14） （中文（臺灣））.
3. ↑  法務部調查局. . 國家檔案局資訊網.   [2024-01-19]. （原始内容存档于2024-01-19） （中文（臺灣））.
4. ↑  . Multitude.asia. 2017-09-28  [2023-12-25]. （原始内容存档于2024-03-02） （中文（臺灣））.
5. ↑  wikibooks:zh:中華民國法律註解/中華民國刑法/第235條
6. ↑  .   [2019-11-25]. （原始内容存档于2020-11-01）.

## 外部連結
- 唐山書店／唐山出版社的Facebook專頁粉絲團